# Arnager Rev
Arnager Rev er et rev i Østersøen tæt ved Arnager, Bornholm.
Nærmeste by Rønne ligger 10.3 km nordvest for Arnager Rev. I kvarteret omkring Arnager rev er usædvanligt mange navngivne skove.